# Тафт Саутвест (Тексас)
Тафт Саутвест (енгл. Taft Southwest) насељено је место без административног статуса у америчкој савезној држави Тексас.

## Демографија
По попису из 2010. године број становника је 1.460, што је 261 (-15,2%) становника мање него 2000. године.
| Група             | 2000.         | 2010.         |
| Белци             | 46 (2,7%)     | 54 (3,7%)     |
| Афроамериканци    | 1 (0,1%)      | 15 (1,0%)     |
| Азијати           | 0 (0,0%)      | 1 (0,1%)      |
| Хиспаноамериканци | 1.671 (97,1%) | 1.394 (95,5%) |
| Укупно            | 1.721         | 1.460         |